# Heteroscleromorpha
Die Heteroscleromorpha umfasst die größte der drei Unterklassen aus der Klasse der Hornkieselschwämme (Demospongiae) mit rund 413 Gattungen, 81 Familien und 6.601 eigenständigen Arten (Stand 2023).

## Lebensraum
Die aquatisch lebenden Tiere sind entweder im Meerwasser oder im Brackwasser und einige Arten sogar im Süßwasser (siehe hierzu Süßwasserschwämme) anzutreffen. Die unterschiedlichen Spezies besiedeln dabei sämtliche marinen Lebensräume, einschließlich der Tiefsee.

## Lebensweise
Schwämme aus der Unterklasse der Heteroscleromorpha ernähren sich als omnivore Filtrierer. Über den Prozess der Schwammschleife sind sie in der Lage, auch im Wasser gelöste, von Korallen ausgeschiedene Stoffwechselprodukte als Nahrung zu nutzen. Zu den Feinden dieser Schwämme zählen Warzenschnecken, wie beispielsweise Phyllidiopsis dautzenbergi.
Die Fortpflanzung von Heteroscleromorpha erfolgt ausschließlich sexuell.

## Systematik

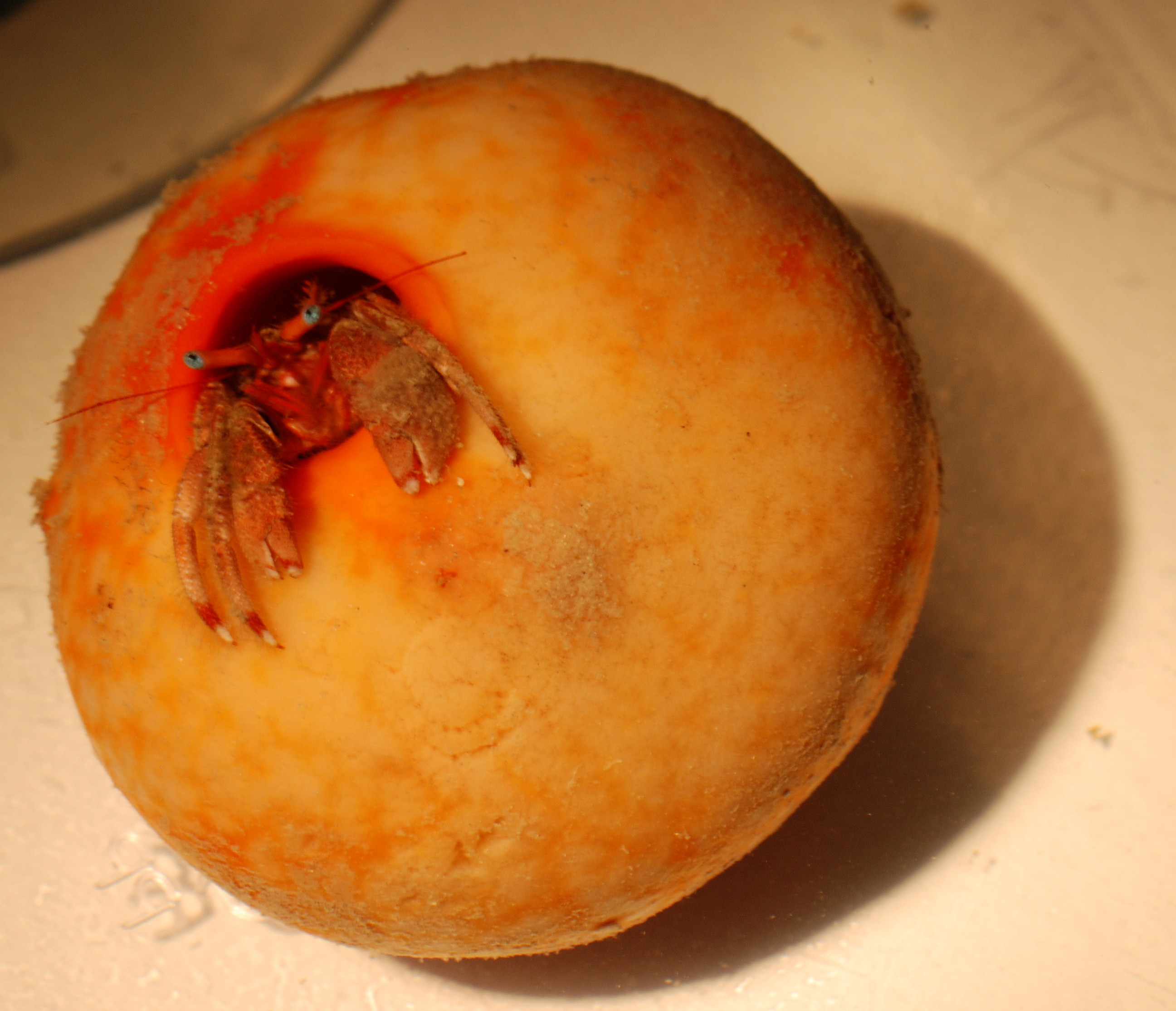
Einsiedlerschwamm aus der Ordnung der Spongillida mit Einsiedlerkrebs

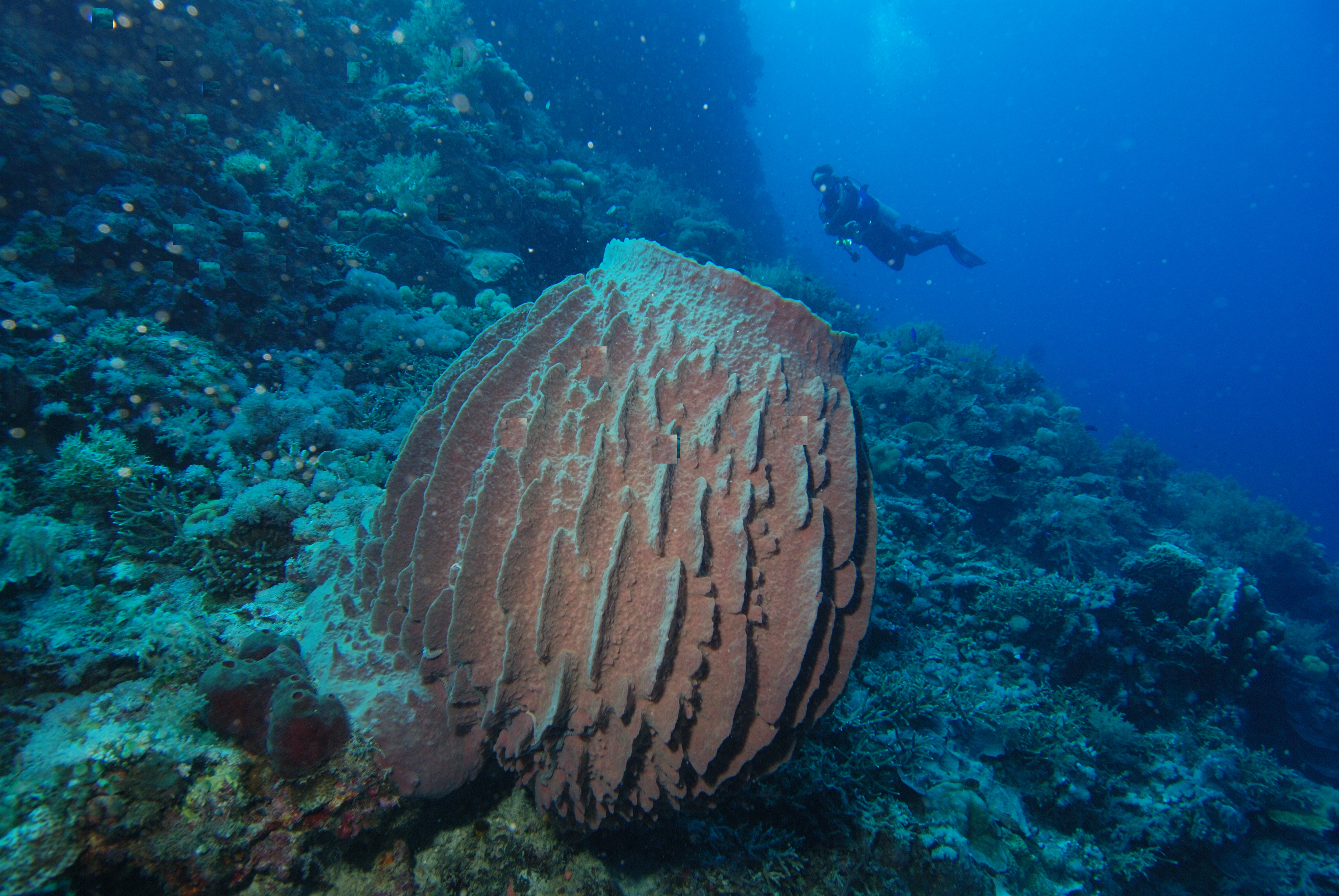
Xestospongia testudinaria aus der Ordnung der Haplosclerida

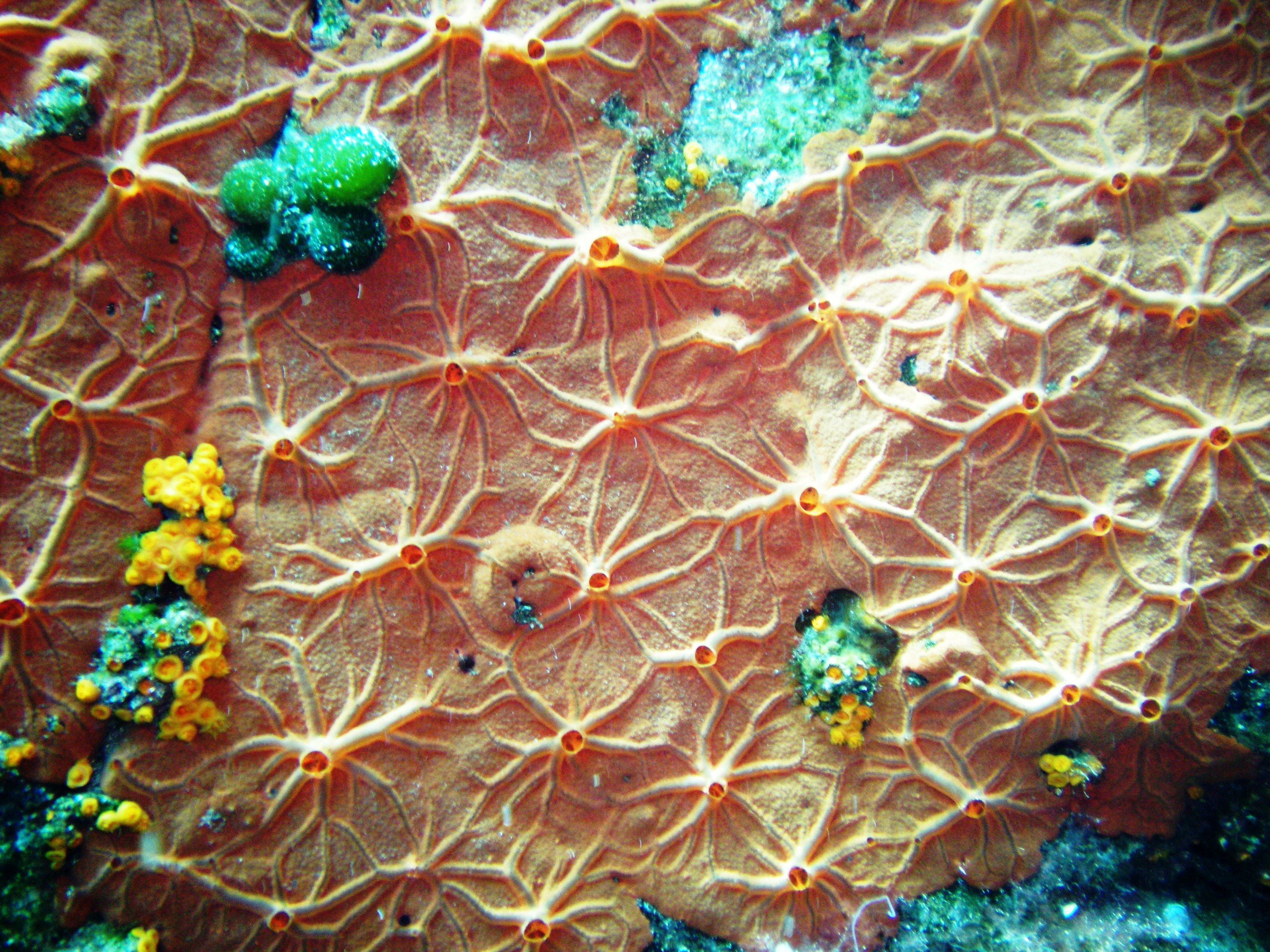
Spirastrella cunctatrix aus der Familie der Spirastrellidae

Folgende Ordnungen werden zu der Unterklasse der Heteroscleromorpha gezählt, denen zur Illustration einige beschriebene Beispiele hinzugefügt wurden:
- Agelasida
- Axinellida
- Biemnida
- Bubarida
- Clionaida
  - Clionaidae
    - Gelber Bohrschwamm Cliona celata

  - Spirastrellidae
    - Spirastrella cunctatrix, Spezies
- Desmacellida
- Haplosclerida
  - Petrosiidae
    - Großer Vasenschwamm Xestospongia testudinaria

  - Chalinidae
    - Haliclona stilensis
- Merliida
- Poecilosclerida
  - Cladorhizidae
    - Chondrocladia Gattung fleischfressender Schwämme
- Polymastiida
- Scopalinida
- Sphaerocladina
- Spongillida
  - Lubomirskiidae
    - Lubomirskia baikalensis

  - Süßwasserschwämme Spongillidae
- Suberitida
  - Suberitidae
    - Einsiedlerschwamm Suberites domuncula
- Tethyida
- Tetractinellida
- Trachycladida